# قائمة النقود المعدنية الأردنية
هذه قائمة النقود المعدنية الأردنية وهي تشمل الإصدارات النقدية المعدنية الصادرة في المملكة الأردنية الهاشمية.

## الفئات

### الدينار

#### ربع دينار
| \| \|                                                                         | \| \|                                                                         | \| \|                                                | \| \|                                                | \| \| |
| ----------------------------------------------------------------------------- | ----------------------------------------------------------------------------- | ---------------------------------------------------- | ---------------------------------------------------- | ----- |
| ¼ دينار أردني معدني (1970)                                                    |                                                                               |                                                      |                                                      |       |
| الوجه : THE HASHEMITE KINGDOM OF JORDAN 1390 - 1970 QUARTER DINAR . ربع دينار | الوجه : THE HASHEMITE KINGDOM OF JORDAN 1390 - 1970 QUARTER DINAR . ربع دينار | العكس : الحسين بن طلال ملك المملكة الأردنية الهاشمية | العكس : الحسين بن طلال ملك المملكة الأردنية الهاشمية |       |
| الكتلة 17 غ                                                                   | المعدن نحاس - نيكل                                                            | القطر 34 مم                                          | السُمك 2 مم                                           |       |
| المصمم(ون)                                                                    | المصمم(ون)                                                                    | الحواف مسكوكة                                        | الحواف مسكوكة                                        |       |
| الطرازات 1970                                                                 | الطرازات 1970                                                                 | القيمة الاسمية 0.25 دينار أردني                      | القيمة الاسمية 0.25 دينار أردني                      |       |
|                                                                               |                                                                               |                                                      |                                                      |       |

| \| \|                                                                         | \| \|                                                                         | \| \|                                                | \| \|                                                | \| \| |
| ----------------------------------------------------------------------------- | ----------------------------------------------------------------------------- | ---------------------------------------------------- | ---------------------------------------------------- | ----- |
| ¼ دينار أردني معدني (1975)                                                    |                                                                               |                                                      |                                                      |       |
| الوجه : THE HASHEMITE KINGDOM OF JORDAN 1395 - 1975 QUARTER DINAR . ربع دينار | الوجه : THE HASHEMITE KINGDOM OF JORDAN 1395 - 1975 QUARTER DINAR . ربع دينار | العكس : الحسين بن طلال ملك المملكة الأردنية الهاشمية | العكس : الحسين بن طلال ملك المملكة الأردنية الهاشمية |       |
| الكتلة 17 غ                                                                   | المعدن نحاس - نيكل                                                            | القطر 34 مم                                          | السُمك 2 مم                                           |       |
| المصمم(ون)                                                                    | المصمم(ون)                                                                    | الحواف مسكوكة                                        | الحواف مسكوكة                                        |       |
| الطرازات 1975                                                                 | الطرازات 1975                                                                 | القيمة الاسمية 0.25 دينار أردني                      | القيمة الاسمية 0.25 دينار أردني                      |       |
|                                                                               |                                                                               |                                                      |                                                      |       |

| \| \|                                                                         | \| \|                                                                         | \| \|                                                | \| \|                                                | \| \| |
| ----------------------------------------------------------------------------- | ----------------------------------------------------------------------------- | ---------------------------------------------------- | ---------------------------------------------------- | ----- |
| ¼ دينار أردني معدني (1978)                                                    |                                                                               |                                                      |                                                      |       |
| الوجه : THE HASHEMITE KINGDOM OF JORDAN 1398 - 1978 QUARTER DINAR . ربع دينار | الوجه : THE HASHEMITE KINGDOM OF JORDAN 1398 - 1978 QUARTER DINAR . ربع دينار | العكس : الحسين بن طلال ملك المملكة الأردنية الهاشمية | العكس : الحسين بن طلال ملك المملكة الأردنية الهاشمية |       |
| الكتلة 17 غ                                                                   | المعدن نحاس - نيكل                                                            | القطر 34 مم                                          | السُمك 2.4 مم                                         |       |
| المصمم(ون)                                                                    | المصمم(ون)                                                                    | الحواف مسكوكة                                        | الحواف مسكوكة                                        |       |
| الطرازات 1978                                                                 | الطرازات 1978                                                                 | القيمة الاسمية 0.25 دينار أردني                      | القيمة الاسمية 0.25 دينار أردني                      |       |
|                                                                               |                                                                               |                                                      |                                                      |       |

| \| \|                                                                         | \| \|                                                                         | \| \|                                                | \| \|                                                | \| \| |
| ----------------------------------------------------------------------------- | ----------------------------------------------------------------------------- | ---------------------------------------------------- | ---------------------------------------------------- | ----- |
| ¼ دينار أردني معدني (1981)                                                    |                                                                               |                                                      |                                                      |       |
| الوجه : THE HASHEMITE KINGDOM OF JORDAN 1401 - 1981 QUARTER DINAR . ربع دينار | الوجه : THE HASHEMITE KINGDOM OF JORDAN 1401 - 1981 QUARTER DINAR . ربع دينار | العكس : الحسين بن طلال ملك المملكة الأردنية الهاشمية | العكس : الحسين بن طلال ملك المملكة الأردنية الهاشمية |       |
| الكتلة 17 غ                                                                   | المعدن نحاس - نيكل                                                            | القطر 34 مم                                          | السُمك 2.4 مم                                         |       |
| المصمم(ون)                                                                    | المصمم(ون)                                                                    | الحواف مسكوكة                                        | الحواف مسكوكة                                        |       |
| الطرازات 1981                                                                 | الطرازات 1981                                                                 | القيمة الاسمية 0.25 دينار أردني                      | القيمة الاسمية 0.25 دينار أردني                      |       |
|                                                                               |                                                                               |                                                      |                                                      |       |

| \| \|                                                                         | \| \|                                                                         | \| \|                                                | \| \|                                                | \| \| |
| ----------------------------------------------------------------------------- | ----------------------------------------------------------------------------- | ---------------------------------------------------- | ---------------------------------------------------- | ----- |
| ¼ دينار أردني معدني (1985)                                                    |                                                                               |                                                      |                                                      |       |
| الوجه : THE HASHEMITE KINGDOM OF JORDAN 1406 - 1985 QUARTER DINAR . ربع دينار | الوجه : THE HASHEMITE KINGDOM OF JORDAN 1406 - 1985 QUARTER DINAR . ربع دينار | العكس : الحسين بن طلال ملك المملكة الأردنية الهاشمية | العكس : الحسين بن طلال ملك المملكة الأردنية الهاشمية |       |
| الكتلة 17 غ                                                                   | المعدن نحاس - نيكل                                                            | القطر 34 مم                                          | السُمك 2.4 مم                                         |       |
| المصمم(ون)                                                                    | المصمم(ون)                                                                    | الحواف مسكوكة                                        | الحواف مسكوكة                                        |       |
| الطرازات 1985                                                                 | الطرازات 1985                                                                 | القيمة الاسمية 0.25 دينار أردني                      | القيمة الاسمية 0.25 دينار أردني                      |       |
|                                                                               |                                                                               |                                                      |                                                      |       |

| \| \|                                                               | \| \|                                                               | \| \|                                                | \| \|                                                | \| \| |
| ------------------------------------------------------------------- | ------------------------------------------------------------------- | ---------------------------------------------------- | ---------------------------------------------------- | ----- |
| ¼ دينار أردني معدني (1996)                                          |                                                                     |                                                      |                                                      |       |
| الوجه : 1/4 QUARTER DINAR THE HASHEMITE KINGDOM OF JORDAN ربع دينار | الوجه : 1/4 QUARTER DINAR THE HASHEMITE KINGDOM OF JORDAN ربع دينار | العكس : الحسين بن طلال ملك المملكة الأردنية الهاشمية | العكس : الحسين بن طلال ملك المملكة الأردنية الهاشمية |       |
| الكتلة 7.3 غ                                                        | المعدن نيكل - نحاس أصفر                                             | القطر 26.5 مم                                        | السُمك 1.75 مم                                        |       |
| المصمم(ون)                                                          | المصمم(ون)                                                          | الحواف ملساء                                         | الحواف ملساء                                         |       |
| الطرازات 1996                                                       | الطرازات 1996                                                       | القيمة الاسمية 0.25 دينار أردني                      | القيمة الاسمية 0.25 دينار أردني                      |       |
|                                                                     |                                                                     |                                                      |                                                      |       |

| \| \|                                                               | \| \|                                                               | \| \|                                                | \| \|                                                | \| \| |
| ------------------------------------------------------------------- | ------------------------------------------------------------------- | ---------------------------------------------------- | ---------------------------------------------------- | ----- |
| ¼ دينار أردني معدني (1997)                                          |                                                                     |                                                      |                                                      |       |
| الوجه : 1/4 QUARTER DINAR THE HASHEMITE KINGDOM OF JORDAN ربع دينار | الوجه : 1/4 QUARTER DINAR THE HASHEMITE KINGDOM OF JORDAN ربع دينار | العكس : الحسين بن طلال ملك المملكة الأردنية الهاشمية | العكس : الحسين بن طلال ملك المملكة الأردنية الهاشمية |       |
| الكتلة 7.3 غ                                                        | المعدن نيكل - نحاس أصفر                                             | القطر 26.5 مم                                        | السُمك 1.75 مم                                        |       |
| المصمم(ون)                                                          | المصمم(ون)                                                          | الحواف ملساء                                         | الحواف ملساء                                         |       |
| الطرازات 1997                                                       | الطرازات 1997                                                       | القيمة الاسمية 0.25 دينار أردني                      | القيمة الاسمية 0.25 دينار أردني                      |       |
|                                                                     |                                                                     |                                                      |                                                      |       |

| \| \|                                                               | \| \|                                                               | \| \|                                                           | \| \|                                                           | \| \| |
| ------------------------------------------------------------------- | ------------------------------------------------------------------- | --------------------------------------------------------------- | --------------------------------------------------------------- | ----- |
| ¼ دينار أردني معدني (2004)                                          |                                                                     |                                                                 |                                                                 |       |
| الوجه : 1/4 QUARTER DINAR THE HASHEMITE KINGDOM OF JORDAN ربع دينار | الوجه : 1/4 QUARTER DINAR THE HASHEMITE KINGDOM OF JORDAN ربع دينار | العكس : عبدالله الثاني ابن الحسين ملك المملكة الأردنية الهاشمية | العكس : عبدالله الثاني ابن الحسين ملك المملكة الأردنية الهاشمية |       |
| الكتلة 7.4 غ                                                        | المعدن نيكل - نحاس أصفر                                             | القطر 26.5 مم                                                   | السُمك 2 مم                                                      |       |
| المصمم(ون)                                                          | المصمم(ون)                                                          | الحواف ملساء                                                    | الحواف ملساء                                                    |       |
| الطرازات 2004                                                       | الطرازات 2004                                                       | القيمة الاسمية 0.25 دينار أردني                                 | القيمة الاسمية 0.25 دينار أردني                                 |       |
|                                                                     |                                                                     |                                                                 |                                                                 |       |

| \| \|                                                               | \| \|                                                               | \| \|                                                           | \| \|                                                           | \| \| |
| ------------------------------------------------------------------- | ------------------------------------------------------------------- | --------------------------------------------------------------- | --------------------------------------------------------------- | ----- |
| ¼ دينار أردني معدني (2006)                                          |                                                                     |                                                                 |                                                                 |       |
| الوجه : 1/4 QUARTER DINAR THE HASHEMITE KINGDOM OF JORDAN ربع دينار | الوجه : 1/4 QUARTER DINAR THE HASHEMITE KINGDOM OF JORDAN ربع دينار | العكس : عبدالله الثاني ابن الحسين ملك المملكة الأردنية الهاشمية | العكس : عبدالله الثاني ابن الحسين ملك المملكة الأردنية الهاشمية |       |
| الكتلة 7.4 غ                                                        | المعدن نيكل - نحاس أصفر                                             | القطر 26.5 مم                                                   | السُمك 2 مم                                                      |       |
| المصمم(ون)                                                          | المصمم(ون)                                                          | الحواف ملساء                                                    | الحواف ملساء                                                    |       |
| الطرازات 2006                                                       | الطرازات 2006                                                       | القيمة الاسمية 0.25 دينار أردني                                 | القيمة الاسمية 0.25 دينار أردني                                 |       |
|                                                                     |                                                                     |                                                                 |                                                                 |       |

| \| \|                                                               | \| \|                                                               | \| \|                                                           | \| \|                                                           | \| \| |
| ------------------------------------------------------------------- | ------------------------------------------------------------------- | --------------------------------------------------------------- | --------------------------------------------------------------- | ----- |
| ¼ دينار أردني معدني (2008)                                          |                                                                     |                                                                 |                                                                 |       |
| الوجه : 1/4 QUARTER DINAR THE HASHEMITE KINGDOM OF JORDAN ربع دينار | الوجه : 1/4 QUARTER DINAR THE HASHEMITE KINGDOM OF JORDAN ربع دينار | العكس : عبدالله الثاني ابن الحسين ملك المملكة الأردنية الهاشمية | العكس : عبدالله الثاني ابن الحسين ملك المملكة الأردنية الهاشمية |       |
| الكتلة 7.4 غ                                                        | المعدن نيكل - نحاس أصفر                                             | القطر 26.5 مم                                                   | السُمك 2 مم                                                      |       |
| المصمم(ون)                                                          | المصمم(ون)                                                          | الحواف ملساء                                                    | الحواف ملساء                                                    |       |
| الطرازات 2008                                                       | الطرازات 2008                                                       | القيمة الاسمية 0.25 دينار أردني                                 | القيمة الاسمية 0.25 دينار أردني                                 |       |
|                                                                     |                                                                     |                                                                 |                                                                 |       |

| \| \|                                                               | \| \|                                                               | \| \|                                                           | \| \|                                                           | \| \| |
| ------------------------------------------------------------------- | ------------------------------------------------------------------- | --------------------------------------------------------------- | --------------------------------------------------------------- | ----- |
| ¼ دينار أردني معدني (2009)                                          |                                                                     |                                                                 |                                                                 |       |
| الوجه : 1/4 QUARTER DINAR THE HASHEMITE KINGDOM OF JORDAN ربع دينار | الوجه : 1/4 QUARTER DINAR THE HASHEMITE KINGDOM OF JORDAN ربع دينار | العكس : عبدالله الثاني ابن الحسين ملك المملكة الأردنية الهاشمية | العكس : عبدالله الثاني ابن الحسين ملك المملكة الأردنية الهاشمية |       |
| الكتلة 7.4 غ                                                        | المعدن نيكل - نحاس أصفر                                             | القطر 26.5 مم                                                   | السُمك 2 مم                                                      |       |
| المصمم(ون)                                                          | المصمم(ون)                                                          | الحواف ملساء                                                    | الحواف ملساء                                                    |       |
| الطرازات 2009                                                       | الطرازات 2009                                                       | القيمة الاسمية 0.25 دينار أردني                                 | القيمة الاسمية 0.25 دينار أردني                                 |       |
|                                                                     |                                                                     |                                                                 |                                                                 |       |

| \| \|                                                               | \| \|                                                               | \| \|                                                           | \| \|                                                           | \| \| |
| ------------------------------------------------------------------- | ------------------------------------------------------------------- | --------------------------------------------------------------- | --------------------------------------------------------------- | ----- |
| ¼ دينار أردني معدني (2012)                                          |                                                                     |                                                                 |                                                                 |       |
| الوجه : 1/4 QUARTER DINAR THE HASHEMITE KINGDOM OF JORDAN ربع دينار | الوجه : 1/4 QUARTER DINAR THE HASHEMITE KINGDOM OF JORDAN ربع دينار | العكس : عبدالله الثاني ابن الحسين ملك المملكة الأردنية الهاشمية | العكس : عبدالله الثاني ابن الحسين ملك المملكة الأردنية الهاشمية |       |
| الكتلة 7.4 غ                                                        | المعدن نيكل - نحاس أصفر                                             | القطر 26.5 مم                                                   | السُمك 2 مم                                                      |       |
| المصمم(ون)                                                          | المصمم(ون)                                                          | الحواف ملساء                                                    | الحواف ملساء                                                    |       |
| الطرازات 2012                                                       | الطرازات 2012                                                       | القيمة الاسمية 0.25 دينار أردني                                 | القيمة الاسمية 0.25 دينار أردني                                 |       |
|                                                                     |                                                                     |                                                                 |                                                                 |       |

| \| \|                                                               | \| \|                                                               | \| \|                                                           | \| \|                                                           | \| \| |
| ------------------------------------------------------------------- | ------------------------------------------------------------------- | --------------------------------------------------------------- | --------------------------------------------------------------- | ----- |
| ¼ دينار أردني معدني (2019)                                          |                                                                     |                                                                 |                                                                 |       |
| الوجه : 1/4 QUARTER DINAR THE HASHEMITE KINGDOM OF JORDAN ربع دينار | الوجه : 1/4 QUARTER DINAR THE HASHEMITE KINGDOM OF JORDAN ربع دينار | العكس : عبدالله الثاني ابن الحسين ملك المملكة الأردنية الهاشمية | العكس : عبدالله الثاني ابن الحسين ملك المملكة الأردنية الهاشمية |       |
| الكتلة 7.4 غ                                                        | المعدن نيكل - نحاس أصفر                                             | القطر 26.5 مم                                                   | السُمك 2 مم                                                      |       |
| المصمم(ون)                                                          | المصمم(ون)                                                          | الحواف ملساء                                                    | الحواف ملساء                                                    |       |
| الطرازات 2019                                                       | الطرازات 2019                                                       | القيمة الاسمية 0.25 دينار أردني                                 | القيمة الاسمية 0.25 دينار أردني                                 |       |
|                                                                     |                                                                     |                                                                 |                                                                 |       |

| \| \|                                                               | \| \|                                                               | \| \|                                                           | \| \|                                                           | \| \| |
| ------------------------------------------------------------------- | ------------------------------------------------------------------- | --------------------------------------------------------------- | --------------------------------------------------------------- | ----- |
| ¼ دينار أردني معدني (2021)                                          |                                                                     |                                                                 |                                                                 |       |
| الوجه : 1/4 QUARTER DINAR THE HASHEMITE KINGDOM OF JORDAN ربع دينار | الوجه : 1/4 QUARTER DINAR THE HASHEMITE KINGDOM OF JORDAN ربع دينار | العكس : عبدالله الثاني ابن الحسين ملك المملكة الأردنية الهاشمية | العكس : عبدالله الثاني ابن الحسين ملك المملكة الأردنية الهاشمية |       |
| الكتلة 7.4 غ                                                        | المعدن نيكل - نحاس أصفر                                             | القطر 26.5 مم                                                   | السُمك 2 مم                                                      |       |
| المصمم(ون)                                                          | المصمم(ون)                                                          | الحواف ملساء                                                    | الحواف ملساء                                                    |       |
| الطرازات 2021                                                       | الطرازات 2021                                                       | القيمة الاسمية 0.25 دينار أردني                                 | القيمة الاسمية 0.25 دينار أردني                                 |       |
|                                                                     |                                                                     |                                                                 |                                                                 |       |

#### نصف دينار
| \| \|                                                                  | \| \|                                                                  | \| \|                                                | \| \|                                                | \| \| |
| ---------------------------------------------------------------------- | ---------------------------------------------------------------------- | ---------------------------------------------------- | ---------------------------------------------------- | ----- |
| ½ دينار أردني معدني (1996)                                             |                                                                        |                                                      |                                                      |       |
| الوجه : 1/2 1416هـ - 1996مـ HALF DINAR THE HASHEMITE KINGDOM OF JORDAN | الوجه : 1/2 1416هـ - 1996مـ HALF DINAR THE HASHEMITE KINGDOM OF JORDAN | العكس : الحسين بن طلال ملك المملكة الأردنية الهاشمية | العكس : الحسين بن طلال ملك المملكة الأردنية الهاشمية |       |
| الكتلة 9.68 غ                                                          | المعدن نحاس أصفر                                                       | القطر 29 مم                                          | السُمك 1.94 مم                                        |       |
| المصمم(ون)                                                             | المصمم(ون)                                                             | الحواف ملساء                                         | الحواف ملساء                                         |       |
| الطرازات 1996                                                          | الطرازات 1996                                                          | القيمة الاسمية 0.5 دينار أردني                       | القيمة الاسمية 0.5 دينار أردني                       |       |
|                                                                        |                                                                        |                                                      |                                                      |       |

| \| \|                                                                      | \| \|                                                                      | \| \|                                                | \| \|                                                | \| \| |
| -------------------------------------------------------------------------- | -------------------------------------------------------------------------- | ---------------------------------------------------- | ---------------------------------------------------- | ----- |
| ½ دينار أردني معدني (1997)                                                 |                                                                            |                                                      |                                                      |       |
| الوجه : 1/2 1417 1997 HALF DINAR THE HASHEMITE KINGDOM OF JORDAN نصف دينار | الوجه : 1/2 1417 1997 HALF DINAR THE HASHEMITE KINGDOM OF JORDAN نصف دينار | العكس : الحسين بن طلال ملك المملكة الأردنية الهاشمية | العكس : الحسين بن طلال ملك المملكة الأردنية الهاشمية |       |
| الكتلة 9.6 غ                                                               | المعدن ثنائية المعدن: مركز النحاس والنيكل، الخاتم من الألومنيوم والبرونز   | القطر 29 مم                                          | السُمك 1.94 مم                                        |       |
| المصمم(ون)                                                                 | المصمم(ون)                                                                 | الحواف ملساء                                         | الحواف ملساء                                         |       |
| الطرازات 1997                                                              | الطرازات 1997                                                              | القيمة الاسمية 0.5 دينار أردني                       | القيمة الاسمية 0.5 دينار أردني                       |       |
|                                                                            |                                                                            |                                                      |                                                      |       |

| \| \|                                                            | \| \|                                                            | \| \|                                                           | \| \|                                                           | \| \| |
| ---------------------------------------------------------------- | ---------------------------------------------------------------- | --------------------------------------------------------------- | --------------------------------------------------------------- | ----- |
| ½ دينار أردني معدني (2000)                                       |                                                                  |                                                                 |                                                                 |       |
| الوجه : 1/2 HALF DINAR THE HASHEMITE KINGDOM OF JORDAN نصف دينار | الوجه : 1/2 HALF DINAR THE HASHEMITE KINGDOM OF JORDAN نصف دينار | العكس : عبدالله الثاني ابن الحسين ملك المملكة الأردنية الهاشمية | العكس : عبدالله الثاني ابن الحسين ملك المملكة الأردنية الهاشمية |       |
| الكتلة 9.67 غ                                                    | المعدن نحاس-نيكل، نحاس أصفر                                      | القطر 29 مم                                                     | السُمك 2 مم                                                      |       |
| المصمم(ون)                                                       | المصمم(ون)                                                       | الحواف ملساء                                                    | الحواف ملساء                                                    |       |
| الطرازات 2000                                                    | الطرازات 2000                                                    | القيمة الاسمية 0.5 دينار أردني                                  | القيمة الاسمية 0.5 دينار أردني                                  |       |
|                                                                  |                                                                  |                                                                 |                                                                 |       |

| \| \|                                                            | \| \|                                                            | \| \|                                                           | \| \|                                                           | \| \| |
| ---------------------------------------------------------------- | ---------------------------------------------------------------- | --------------------------------------------------------------- | --------------------------------------------------------------- | ----- |
| ½ دينار أردني معدني (2006)                                       |                                                                  |                                                                 |                                                                 |       |
| الوجه : 1/2 HALF DINAR THE HASHEMITE KINGDOM OF JORDAN نصف دينار | الوجه : 1/2 HALF DINAR THE HASHEMITE KINGDOM OF JORDAN نصف دينار | العكس : عبدالله الثاني ابن الحسين ملك المملكة الأردنية الهاشمية | العكس : عبدالله الثاني ابن الحسين ملك المملكة الأردنية الهاشمية |       |
| الكتلة 9.67 غ                                                    | المعدن نحاس-نيكل، نحاس أصفر                                      | القطر 29 مم                                                     | السُمك 2 مم                                                      |       |
| المصمم(ون)                                                       | المصمم(ون)                                                       | الحواف ملساء                                                    | الحواف ملساء                                                    |       |
| الطرازات 2006                                                    | الطرازات 2006                                                    | القيمة الاسمية 0.5 دينار أردني                                  | القيمة الاسمية 0.5 دينار أردني                                  |       |
|                                                                  |                                                                  |                                                                 |                                                                 |       |

| \| \|                                                            | \| \|                                                            | \| \|                                                           | \| \|                                                           | \| \| |
| ---------------------------------------------------------------- | ---------------------------------------------------------------- | --------------------------------------------------------------- | --------------------------------------------------------------- | ----- |
| ½ دينار أردني معدني (2008)                                       |                                                                  |                                                                 |                                                                 |       |
| الوجه : 1/2 HALF DINAR THE HASHEMITE KINGDOM OF JORDAN نصف دينار | الوجه : 1/2 HALF DINAR THE HASHEMITE KINGDOM OF JORDAN نصف دينار | العكس : عبدالله الثاني ابن الحسين ملك المملكة الأردنية الهاشمية | العكس : عبدالله الثاني ابن الحسين ملك المملكة الأردنية الهاشمية |       |
| الكتلة 9.67 غ                                                    | المعدن نحاس-نيكل، نحاس أصفر                                      | القطر 29 مم                                                     | السُمك 2 مم                                                      |       |
| المصمم(ون)                                                       | المصمم(ون)                                                       | الحواف ملساء                                                    | الحواف ملساء                                                    |       |
| الطرازات 2008                                                    | الطرازات 2008                                                    | القيمة الاسمية 0.5 دينار أردني                                  | القيمة الاسمية 0.5 دينار أردني                                  |       |
|                                                                  |                                                                  |                                                                 |                                                                 |       |

| \| \|                                                            | \| \|                                                            | \| \|                                                           | \| \|                                                           | \| \| |
| ---------------------------------------------------------------- | ---------------------------------------------------------------- | --------------------------------------------------------------- | --------------------------------------------------------------- | ----- |
| ½ دينار أردني معدني (2009)                                       |                                                                  |                                                                 |                                                                 |       |
| الوجه : 1/2 HALF DINAR THE HASHEMITE KINGDOM OF JORDAN نصف دينار | الوجه : 1/2 HALF DINAR THE HASHEMITE KINGDOM OF JORDAN نصف دينار | العكس : عبدالله الثاني ابن الحسين ملك المملكة الأردنية الهاشمية | العكس : عبدالله الثاني ابن الحسين ملك المملكة الأردنية الهاشمية |       |
| الكتلة 9.67 غ                                                    | المعدن نحاس-نيكل، نحاس أصفر                                      | القطر 29 مم                                                     | السُمك 2 مم                                                      |       |
| المصمم(ون)                                                       | المصمم(ون)                                                       | الحواف ملساء                                                    | الحواف ملساء                                                    |       |
| الطرازات 2009                                                    | الطرازات 2009                                                    | القيمة الاسمية 0.5 دينار أردني                                  | القيمة الاسمية 0.5 دينار أردني                                  |       |
|                                                                  |                                                                  |                                                                 |                                                                 |       |

| \| \|                                                            | \| \|                                                            | \| \|                                                           | \| \|                                                           | \| \| |
| ---------------------------------------------------------------- | ---------------------------------------------------------------- | --------------------------------------------------------------- | --------------------------------------------------------------- | ----- |
| ½ دينار أردني معدني (2012)                                       |                                                                  |                                                                 |                                                                 |       |
| الوجه : 1/2 HALF DINAR THE HASHEMITE KINGDOM OF JORDAN نصف دينار | الوجه : 1/2 HALF DINAR THE HASHEMITE KINGDOM OF JORDAN نصف دينار | العكس : عبدالله الثاني ابن الحسين ملك المملكة الأردنية الهاشمية | العكس : عبدالله الثاني ابن الحسين ملك المملكة الأردنية الهاشمية |       |
| الكتلة 9.67 غ                                                    | المعدن نحاس-نيكل، نحاس أصفر                                      | القطر 29 مم                                                     | السُمك 2 مم                                                      |       |
| المصمم(ون)                                                       | المصمم(ون)                                                       | الحواف ملساء                                                    | الحواف ملساء                                                    |       |
| الطرازات 2012                                                    | الطرازات 2012                                                    | القيمة الاسمية 0.5 دينار أردني                                  | القيمة الاسمية 0.5 دينار أردني                                  |       |
|                                                                  |                                                                  |                                                                 |                                                                 |       |

| \| \|                                                            | \| \|                                                            | \| \|                                                           | \| \|                                                           | \| \| |
| ---------------------------------------------------------------- | ---------------------------------------------------------------- | --------------------------------------------------------------- | --------------------------------------------------------------- | ----- |
| ½ دينار أردني معدني (2020)                                       |                                                                  |                                                                 |                                                                 |       |
| الوجه : 1/2 HALF DINAR THE HASHEMITE KINGDOM OF JORDAN نصف دينار | الوجه : 1/2 HALF DINAR THE HASHEMITE KINGDOM OF JORDAN نصف دينار | العكس : عبدالله الثاني ابن الحسين ملك المملكة الأردنية الهاشمية | العكس : عبدالله الثاني ابن الحسين ملك المملكة الأردنية الهاشمية |       |
| الكتلة 9.67 غ                                                    | المعدن نحاس-نيكل، نحاس أصفر                                      | القطر 29 مم                                                     | السُمك 2 مم                                                      |       |
| المصمم(ون)                                                       | المصمم(ون)                                                       | الحواف ملساء                                                    | الحواف ملساء                                                    |       |
| الطرازات 2020                                                    | الطرازات 2020                                                    | القيمة الاسمية 0.5 دينار أردني                                  | القيمة الاسمية 0.5 دينار أردني                                  |       |
|                                                                  |                                                                  |                                                                 |                                                                 |       |

#### دينار
| \| \|                                               | \| \|                                               | \| \|                                                | \| \|                                                | \| \| |
| --------------------------------------------------- | --------------------------------------------------- | ---------------------------------------------------- | ---------------------------------------------------- | ----- |
| 1 دينار أردني معدني (1996)                          |                                                     |                                                      |                                                      |       |
| الوجه : 1 ONE DINAR THE HASHEMITE KINGDOM OF JORDAN | الوجه : 1 ONE DINAR THE HASHEMITE KINGDOM OF JORDAN | العكس : الحسين بن طلال ملك المملكة الأردنية الهاشمية | العكس : الحسين بن طلال ملك المملكة الأردنية الهاشمية |       |
| الكتلة 12.5 غ                                       | المعدن نحاس أصفر                                    | القطر 32 مم                                          | السُمك 2.2 مم                                         |       |
| المصمم(ون)                                          | المصمم(ون)                                          | الحواف ملساء                                         | الحواف ملساء                                         |       |
| الطرازات 1996                                       | الطرازات 1996                                       | القيمة الاسمية 1 دينار أردني                         | القيمة الاسمية 1 دينار أردني                         |       |
|                                                     |                                                     |                                                      |                                                      |       |

| \| \|                                               | \| \|                                               | \| \|                                                | \| \|                                                | \| \| |
| --------------------------------------------------- | --------------------------------------------------- | ---------------------------------------------------- | ---------------------------------------------------- | ----- |
| 1 دينار أردني معدني (1997)                          |                                                     |                                                      |                                                      |       |
| الوجه : 1 ONE DINAR THE HASHEMITE KINGDOM OF JORDAN | الوجه : 1 ONE DINAR THE HASHEMITE KINGDOM OF JORDAN | العكس : الحسين بن طلال ملك المملكة الأردنية الهاشمية | العكس : الحسين بن طلال ملك المملكة الأردنية الهاشمية |       |
| الكتلة 12.5 غ                                       | المعدن نحاس أصفر                                    | القطر 32 مم                                          | السُمك 2.2 مم                                         |       |
| المصمم(ون)                                          | المصمم(ون)                                          | الحواف ملساء                                         | الحواف ملساء                                         |       |
| الطرازات 1997                                       | الطرازات 1997                                       | القيمة الاسمية 1 دينار أردني                         | القيمة الاسمية 1 دينار أردني                         |       |
|                                                     |                                                     |                                                      |                                                      |       |

| \| \|                                               | \| \|                                               | \| \|                                                | \| \|                                                | \| \| |
| --------------------------------------------------- | --------------------------------------------------- | ---------------------------------------------------- | ---------------------------------------------------- | ----- |
| 1 دينار أردني معدني (1998)                          |                                                     |                                                      |                                                      |       |
| الوجه : 1 ONE DINAR THE HASHEMITE KINGDOM OF JORDAN | الوجه : 1 ONE DINAR THE HASHEMITE KINGDOM OF JORDAN | العكس : الحسين بن طلال ملك المملكة الأردنية الهاشمية | العكس : الحسين بن طلال ملك المملكة الأردنية الهاشمية |       |
| الكتلة 8.5 غ                                        | المعدن نحاس أصفر                                    | القطر 24 مم                                          | السُمك 2.5 مم                                         |       |
| المصمم(ون)                                          | المصمم(ون)                                          | الحواف مسكوكة                                        | الحواف مسكوكة                                        |       |
| الطرازات 1998                                       | الطرازات 1998                                       | القيمة الاسمية 1 دينار أردني                         | القيمة الاسمية 1 دينار أردني                         |       |
|                                                     |                                                     |                                                      |                                                      |       |